# Thunderbolt-2000

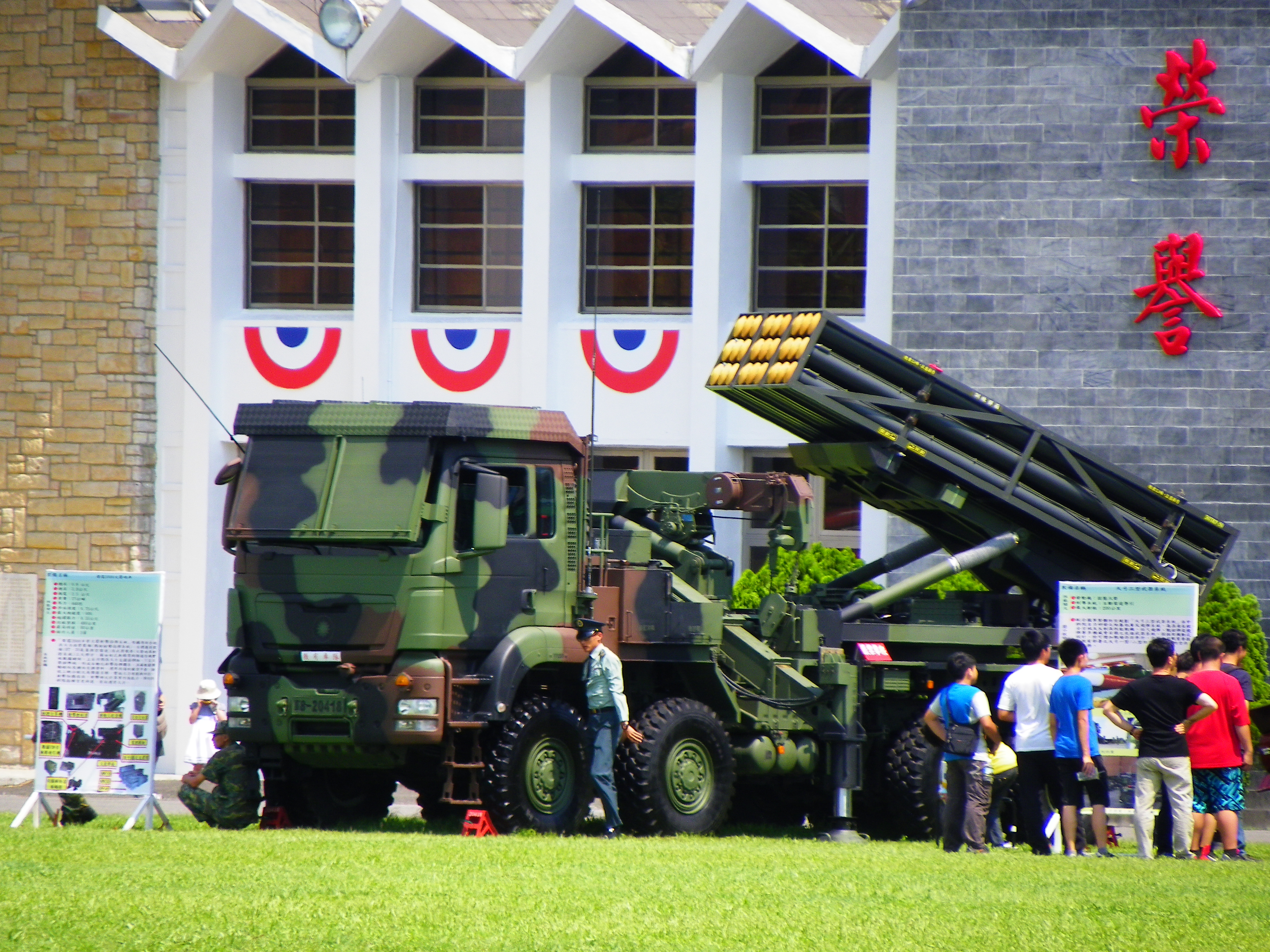
Демонстрация РСЗО Thunderbolt 2000 на полигоне Военной академии

Thunderbolt-2000 — колёсная РСЗО, производимая Чжуншаньским институтом науки и технологий. Находится на вооружении вооружённых Китайской Республики и был создан с целью атаки сил противника при высадке из моря.

## Обзор
Прототип Thunderbolt-2000 изначально был размещён на шасси тяжелого грузовика M977 HEMTT.  В серийной модели используются колёсные грузовики MAN HX81 8x8, а первая заказанная партия включает 57 пусковых установок и 54 перевозчика боеприпасов или местное производство той же версии. Планировалось, что LT-2000 поступит на вооружение всех трёх основных армейских групп на Тайване с 2010 года, при этом артиллерийский корпус каждой армейской группы получит по одному дивизиону RT/LT-2000, включающему три роты/батареи с шестью пусковыми установками RT/LT-2000 в каждой. Оригинальный прототип батареи LT-2000 находится на вооружении командования Цзиньмэнь и развёрнут там с середины 2000 года.

## История
Впервые Thunderbolt-2000 предстал перед публикой во время учений Хань Куан в 1997 году. 

## Боеприпасы

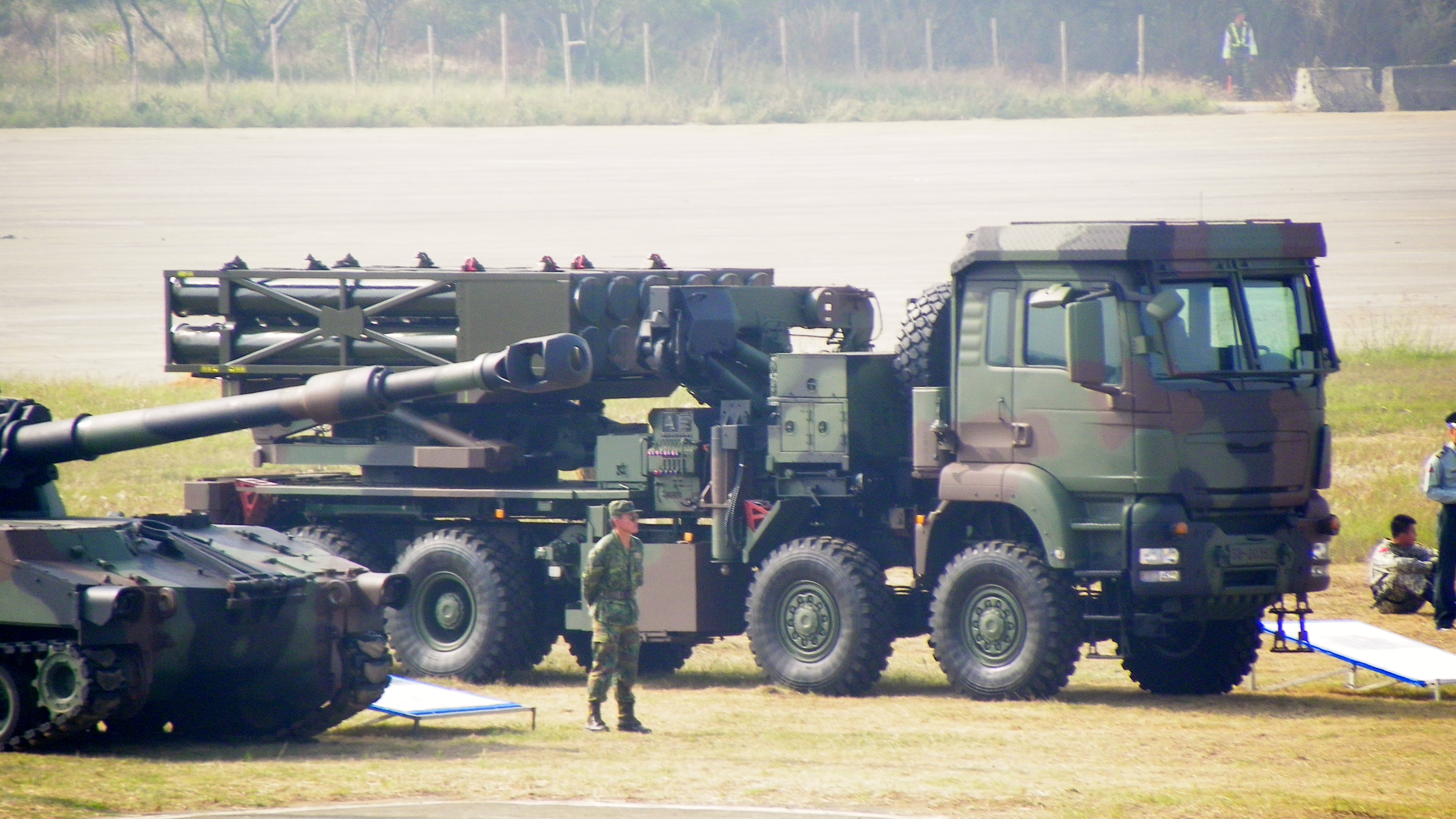
Thunderbolt-2000 на базе Хукоу армии Китайской Республики

LT/RT-2000 использует три типа боеприпасов: Mk15 (60 снарядов, 3 контейнера по 20 снарядов в каждом, дальность стрельбы до 15 км), Mk30 (27 снарядов, 3 контейнера по 9 снарядов в каждом, дальность стрельбы до 30 км) и Mk45 (12 снарядов, 2 контейнера по 6 снарядов в каждом, дальность стрельбы до 45 км). 
В Mk15 используются 117-мм ракеты, используемые РСЗО Kung Feng VI, которые несут 6400 6,4-мм стальных шариков.
Mk30 немного больше, чем Mk15, калибром 180 мм и может нести либо 267 снарядов M77 Dual Purpose Improved Conventional Munitions (DPICM), либо 18.300 8-мм стальных шариков. В обеих случаях дальность стрельбы будет до 30 км. 
Mk45 больше, чем Mk30, калибром 227 мм, может нести либо 518 снарядов с бомбами M77, либо 25.000 8-мм стальных шариков. Дальность стрельбы до 45 км.

### Боеприпасы увеличенной дальности
В связи с растущими угрозами Чжуншаньский институт науки и технологии разработал более совершенные версии оригинального семейства ракет с увеличенной дальностью полёта. По состоянию на 2019 год институт провёл испытания усовершенствованных ракет с радиусом действия до 63 морских миль и пришёл к выводу, что даже большие дальности вполне достижимы. Вскоре начались испытания более совершенных ракет. Новые боеприпасы с дальностью полёта 200–300 км способны достичь материковой части Китая с острова Тайвань.

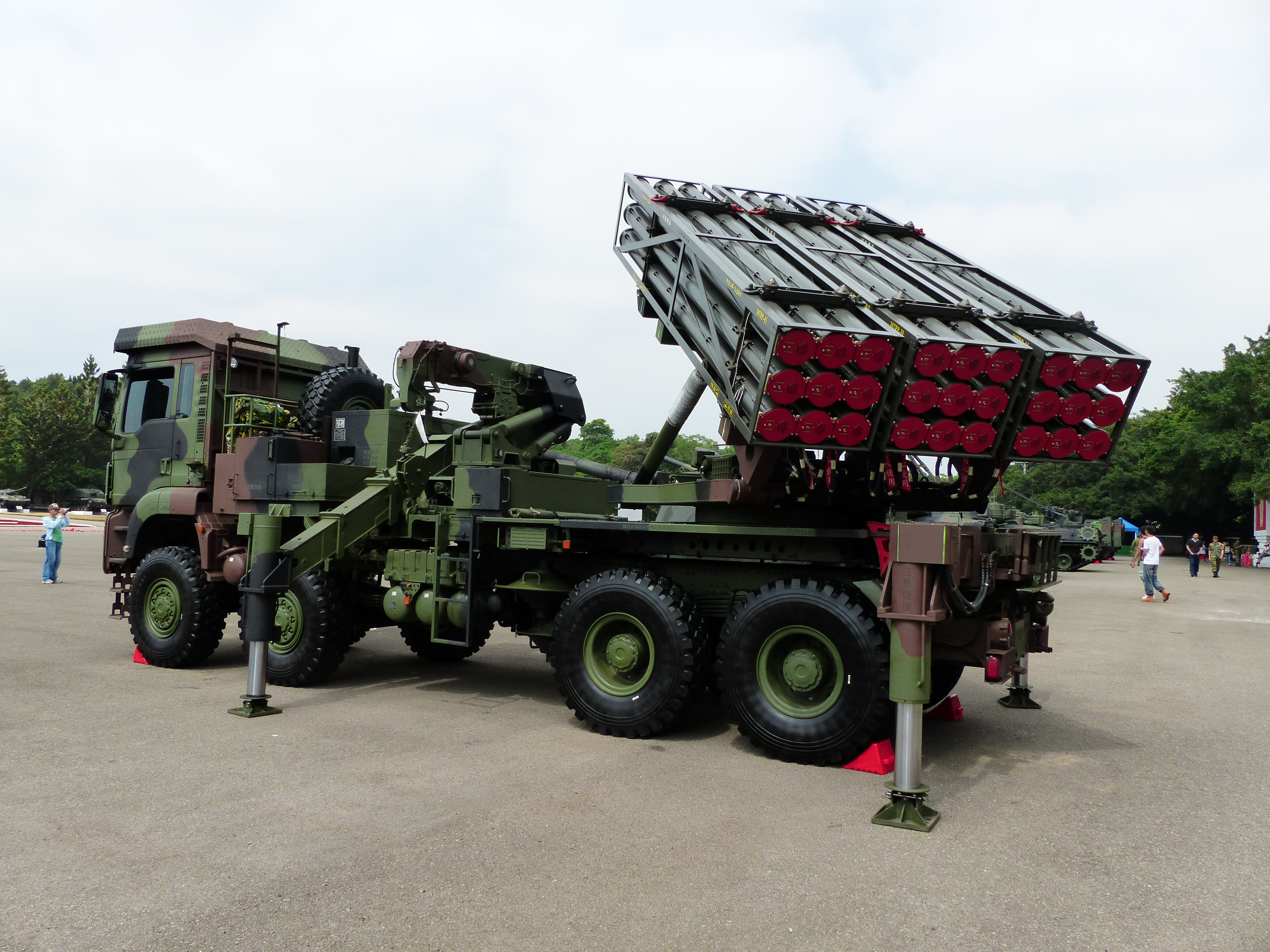
Thunderbolt-2000 МК-30
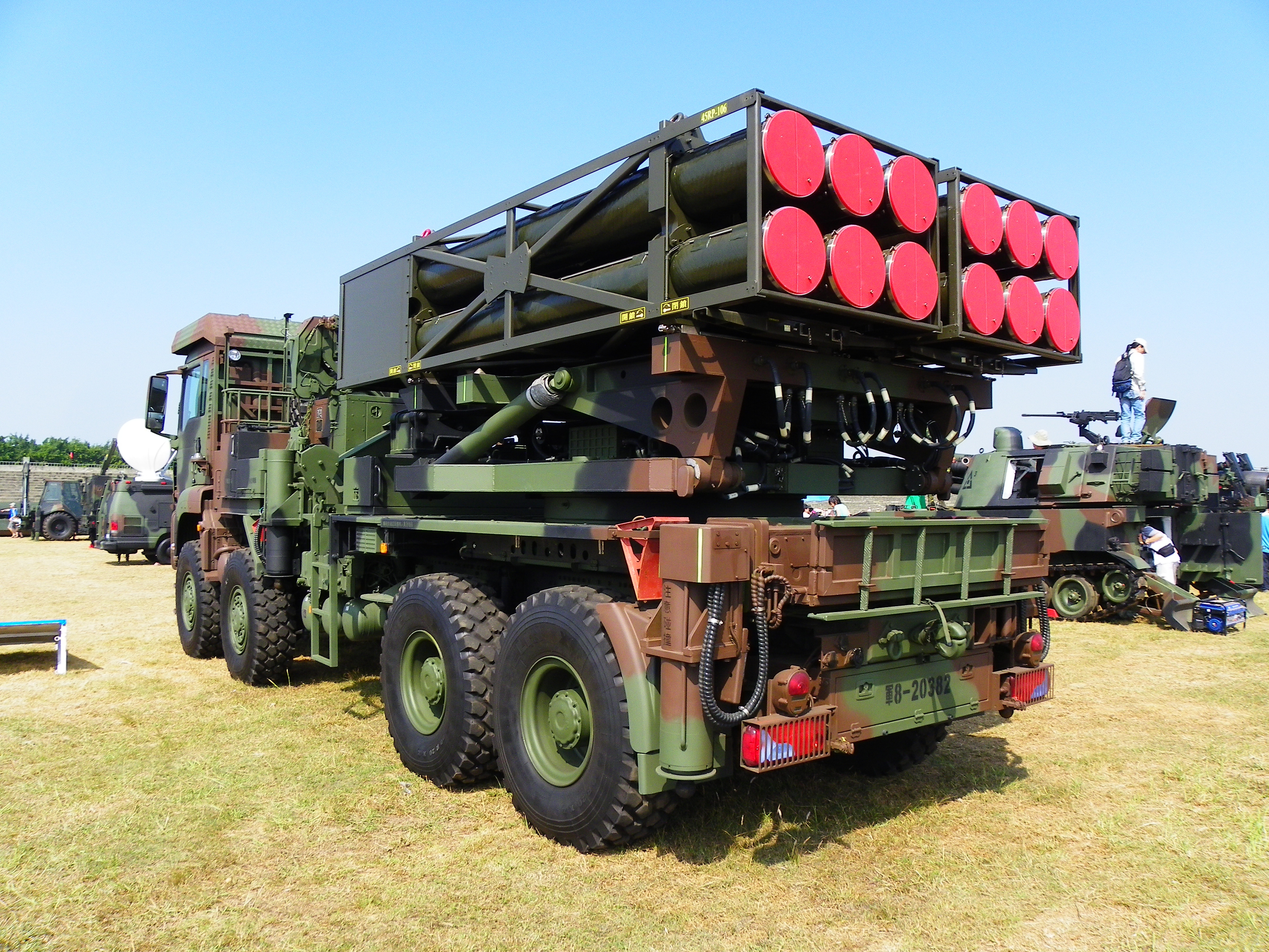
Thunderbolt-2000 МК-45
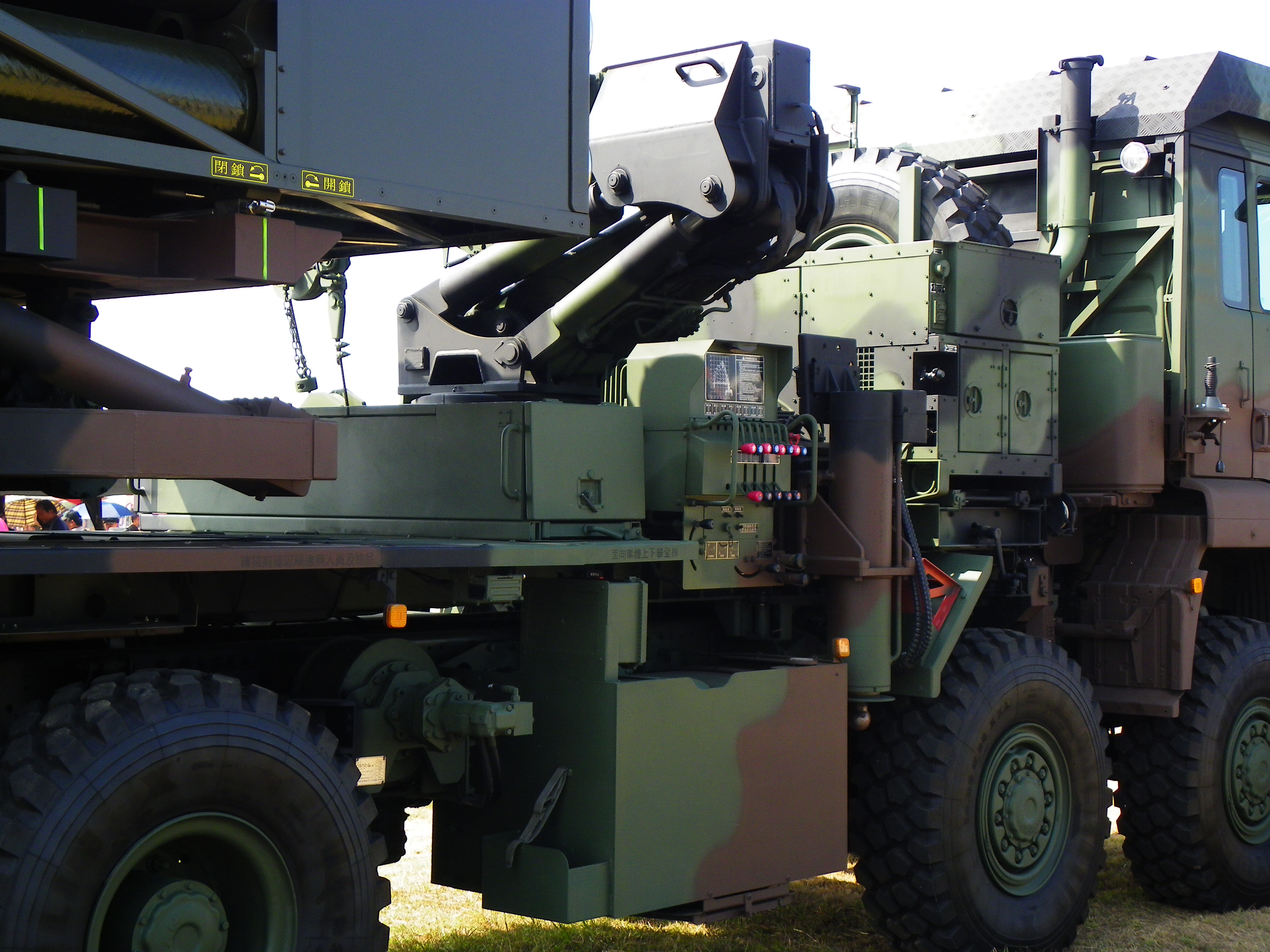
Контроллер запуска Thunderbolt-2000
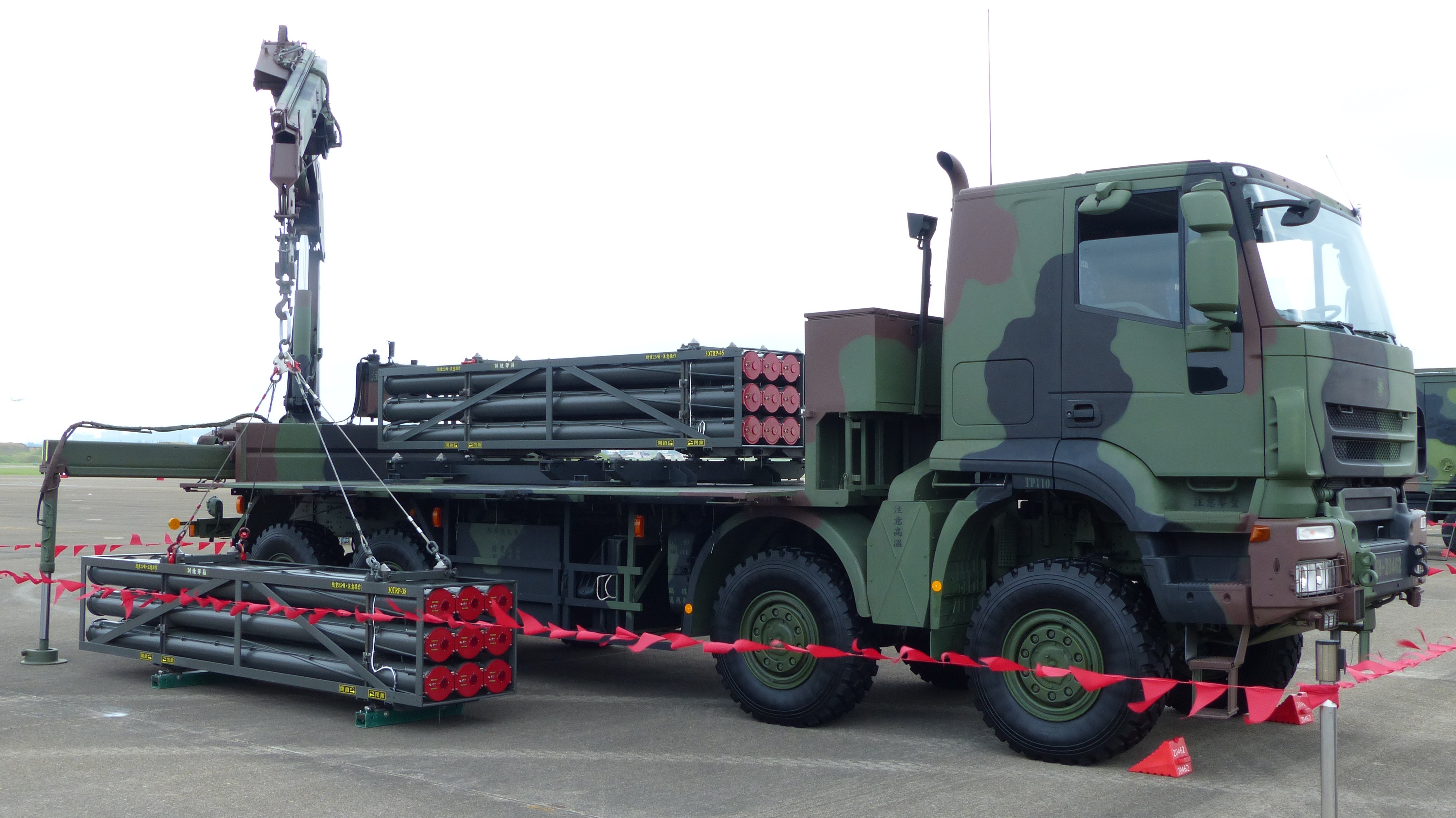
Перевозчик боеприпасов AT 8×8